# 天動
朴相鉉（박상현；1990年10月7日—），天動（羅馬化：Cheon Dong），韓國釜山人，6歲移居菲律賓。曾為韓國組合MBLAQ成員，現以個人身份活動中。姐姐Dara曾為韓國女子組合2NE1成員，現以個人身份Thunder活動中。

## 個人生活
目前以音樂創作者 Thunder 的身分進行活動，並發布多項作品於串流平台，如 Melon 和 Spotify 等。
2023年於綜藝節目《Second House》公開與前女子偶像團體gugudan成員MIMI的戀情，两人于2024年5月26日结婚。

## 音樂作品

### 专辑
| 專輯名稱 | 發行時間      | 歌曲                                                         |
| -------- | ------------- | ------------------------------------------------------------ |
| THUNDER  | 2016年12月7日 | 01. Look At Me 02. Sign 03. Good 04. Magic Spell 05. In Time |

### 單曲
- 2009年：Lyn〈New Celebration〉
- 2010年：IU〈미리 메리 크리스마스〉
- 2011年：魏晨〈Run Away〉

| 單曲名稱  | 發行時間       |
| --------- | -------------- |
| 别走      | 2012年7月4日   |
| 没有      | 2014年1月24日  |
| Monster   | 2014年9月5日   |
| Ringxiety | 2017年10月30日 |

## 演出作品

### MV
- 2008年 IU〈Mia〉
- 2009年 LYn〈New Celebration〉
- 2010年 K.will〈Present〉（與BEAST起光、U-Kiss東澔）
- 2011年 C-REAL 〈No No No No No〉

### 連續劇
- 2011年：JTBC《噗通噗通… 他和她的心跳聲》飾演 楊強宇（少年）
- 2013年：MBC《美甲店Paris》飾演 真
- 2015年：MBC《讓女人哭泣》飾演 姜賢書
- 2016年：MBC《拖旅行箱的女人》飾演 面試生（客串）

### 綜藝節目
- 2010年：Comedy TV（英语：Comedy TV）《美女老師的偶像養成記》（固定出演）
- 2012年：KBS Joy《Hello Baby MBLAQ篇》
- 2023年：KBS《Second House》

## 外部連結
- 天動的X（前Twitter）
- 天動的Instagram帳戶
- 天動的Spotify
- 天動的Melon